# Dharug National Park
Dharug National Park är en park i Australien. Den ligger i delstaten New South Wales, i den sydöstra delen av landet, omkring 56 kilometer norr om delstatshuvudstaden Sydney.
Runt Dharug National Park är det ganska tätbefolkat, med 166 invånare per kvadratkilometer.. Närmaste större samhälle är Mangrove Mountain, omkring 13 kilometer nordost om Dharug National Park. 
I omgivningarna runt Dharug National Park växer i huvudsak städsegrön lövskog. Genomsnittlig årsnederbörd är 1 286 millimeter. Den regnigaste månaden är februari, med i genomsnitt 201 mm nederbörd, och den torraste är juli, med 36 mm nederbörd.